# Вукотићи са Чева
Вукотићи са (K)Чева су били наследни сердари, војводе, гувернадури Бока которске и Црне Горе, капетани Озринића у Катунској нахији Старе Црне Горе, сенатори Сената, министри и председници владе Кнежевине и Краљевине Црне Горе. Славе Крсну славу Светог архангела Михаила. Родоначелник рода је сердар Вукота Вукашиновић. опевани су у Горском Вијенцу владике Петра II Петровића Његоша. Из Гране Перковића-Вукотића су краљица Милена Петровић Његош (чији унук је краљ Александар Карађорђевић) и сердар Јанко Вукотић, дивизијар (генерал) и армијски генерал војске Краљевине Југославије.
Биле су три основне гране Вукотића. Прва, најстарија грана Вукотића-Вукаловића наслеђивала је наследно сердарство од сердара (и војводе) Вукоте Поповића-Озринића од око 1700. до 1861. године, када се у Србију преселио последњи сердар из ове гране Рамо Вукотић који је погинуо предводећи Црногорску легију у бици на Шуматовцу у српско-турском рату 1876. године. Син сердара Вукоте, Ђикан Вукотић је био први наследни гувернадур Бока которске и Црне Горе, да би средином XVIII века звање гувернадура прешло на Радоњиће из Његуша. Средња грана Вукотића је наслеђивала војводство од сердара и војводе Вукоте, који је војводство, према предању, добио одлуком стрица војводе Драшка Поповића. Књаз Данило је (1858) за окружног војводу именовао Петра Вукотића из млађе гране Вукотића, огранка Перковића, чија се кћерка Милена, према одлуци књаза Данила удала за његовог наследника кнеза Николу Петровића Његоша. Књаз Никола је након одласка сердара Рама Вукотића у Србију (1861), наследно сердарство предао такође Перковићима-Вукотићима, Станку Вукотићу оцу сердара Јанка Вукотића, армијског генерала, дивизијара, министра, председника владе.

## Порекло
Племе и крај Озринићи у Катунској нахији је добило име по томе што су његови припадници на подручје Старе Црне Горе дошли са подножја планине Озрен у Босни. Према предању њихов предак се звао Озрихна – Озро. Спадају у онај део становништва који је из Босне, као и Петровићи Његоши, са севера дошао у Црну Гору. Друга миграциона струја је дошла са Косова и са севера Македоније (Старе и Јужне Србије).

## Поповићи из Озринића
Поповићи су добили презиме по претку који је био свештеник. Од Драгоја Озринића воде порекло Вукотићи, Дамјановићи, Николићи, Вујовићи, Драшковићи, Бурићи, Радуловићи (Комани) и Марковићи (Љешанска нахија).

## Војвода Драшко Поповић (1640 — 1725)
Војвода Драшко Поповић, син попа Пренте Драгојевића је опеван у народним песмама и у Огледалу српском „Поповићу Драшко с Чева равна српски војвода“ Војвода Драшко Поповић се помиње у 16 архивских докумената у периоду од 1684 до 1718 године.
Војвода Драшко Поповић је имао синове који су по њему добили презиме Драшковићи.

## Вукашин
Вукашин је отац Вукоте по коме су презиме добили Вукотићи.

## Сердар Вукота (о. 1700)
Сердар Вукота (син Вукашинoв и унук Драгојев) се помиње у Горском вијенцу („сердар Вукота“).
Према документима Вукота је био капетан све Црне Горе од 1713 године, и први гувернадур Црне горе од 1717. године.
Сердар Вукота је са кћерком попа Лазара Мијушковића из Пјешиваца имао сина, а после са женом Павушом, ћерком бана Милоњића имао је осам синова.
Синови су Ђикан (сердар), Вукадин (војвода), Шћепан, Петар, Марко, Милош и Бајо.

## Старија грана наследних сердара (до 1861) Вукотића– Вукаловића
Најстарија грана наследних сердара Вукотића, Вукотићи-Вукаловићи је наслеђивала титулу сердара од сердара Вукоте заједничког претка три основне гране Вукотића, односно од Ђикана Вукотића до сердара Рама Вукаловића-Вукотића, који се одселио у Србију где је погинуо као командант Црногорске легије у Српско-турском рату (1876).
Први сердар је сердар Вукота. Потом следе Ђикан (2), његов син Вукало (3), његов син Богдан (4), чији брат је наследио сердарство, Манојло (5), чији син Рамо (6. сердар) је из Црне Горе прешао у Србију (1861), након чега је књаз Никола за наредног сердара из братства Вукотића одредио представника најмлађе гране Вукотића сердара Станко М. Вукотић (1809–1907), члан Сената и књажевског намесника (7. сердар), а после његове смрти бригадира Јанка Вукотића (8. сердар).

### Сердар Ђикан Вукотић, првигувернадурБока которске и Црне Горе
Сердар Ђикан, син сердара Вукоте (наследио титулу сердара а други син Вукотин, војвода Вукадин, је именован за гувернадура Црне Горе, „с наследним правом, подала му гувернерски можур (прстен) и одредила му двадесет или тридесет дуката годишње плате. Наложили Млеци да гувернер мора да живи у Котору, што им било неприхватљиво.
Сердар Ђикан је био чувен (по предању Вукотића, иако га не помиње Његош) у бици на Царевом Лазу. („Из каквијех је разлога владика тако поступио, ја овдје нећу описивати ни оно што сам чуо да се о томе прича, пошто не располажем историјским документима за противдоказе“.
Сердар Ђикан је имао сина сердара Вукала.

### Сердар Вукало Ђ. Вукотић, други гувернадур Бока которске и Црне Горе
Сердар Вукалe Вукотић, син сердара Ђикана, два пута је народним послом путовао у Русију (први пут са владиком Василијем, а други пут као шеф мисије). Донео дарова за народ од царице Катарине. Његови синови су сердар Богдан Вукотић и Сердар Манојло Вукотић Вукаловић.

### Сердар Богдан Вукотић-Вукаловић, трећи гувернадур Бока которске и Црне Горе, члан Правитељства (од 1798)
Сердар Богдан Вукотић-Вукаловић, син сердара Вукала. Сердар Богдан је предао гувернадурство Радоњићима из Његуша јер није прихватао да се по тражењу Млетачких власти пресели у Котор. Постао је члан Правитељства суда црногорског и брдског (1798). Имао је брата Манојла који је од њега наследио сердарство.

### Сердар Манојло Вукотић-Вукаловић, члан сената Црне Горе
Сердар Манојло, син сердара Вукала је наследио сердарство од свога брата сердара Богдана. Сердар Манојло, син сердара Вукала, а брат сердара Богдана, постао је члан Сената, када је Сенат установљен.
Манојло је имао синове Рама и Томаша.

#### Томаш М. Вукотић (1837-1889), посланик Скупштине Кнежевине Србије (1876), управник Цетиња (1880)
Томаш М. Вукотић, чиновник, посланик Скупштине Србије, управник Цетиња.
Томаш М. Вукотић је после завршене основне школе на Цетињу наставио школовање у Задру у Задарској богословији. Школовање није завршио, када је због неке љубавне афере морао да побегне у Србију. У Србији је био чиновник у финансијама, а потом народни посланик у Великој народној скупштини. Вратио се у Црну Гору (1880), где је постављен за управника вароши Цетиње. Потом је отишао у Босну, где је и умро Бугојну.

#### Сердар (до 1861) Рамо М. Вукотић-Вукаловић (погинуо на Шуматовцу 1876)
Сердар Рамо Вукотић-Вукаловић, син сердара Манојла Вукотића се одселио у Србију (1861). Сердар Рамо М. Вукотић је погинуо у српско-турском рату (1876) у бици на Шуматовцу, предводећи Црногорску легију („у оном рату који су водиле двије српске књажевине, Србија и Црна Гора, за ослобођење и независност“..

## Грана наследних војвода Горње катунске нахије Вукотића-Вукадиновића
Вукота сердар и војвода, родоначелник Вукотића је братанац војводе Драшка Поповића од кога је наследио војводску титулу. После Вукоте (првог сердара и војводе), старија грана Вукотића наслеђује сердарску титулу, а средња грана наслеђује војводску титулу. Након Вукоте, наследне војводе су његов син Вукадин (2), његов син Драго (2), његов син Мићо (3), његов син Грујица (4), његов син Раде (5) који је погинуо у борби са Турцима под Острогом (1877). После њега титулу војводе књаз Никола предаје, као и сердарску претходно млађој грани Перковића Вукотића. Односно за окружног војводу је књаз Данило после Граховачке битке (1858) одредио Петра С. Вукотића (1821—1904), потпредседника Сената (деда краљице Милене), (6 војвода), чији син Стеван је био 7. Војвода Вукотић, односно 8. војвода, ако се као први рачуна Драшко Поповић.

### Војвода Вукадин В. Вукотић
Војвода Вукадин, син Вукотин наследио је војводску титулу од оца који је наследио од Драшка Поповића. Водио војску Горње Катунске нахије у свим тадашњим ратовима. Имао је сина Драга. у млетачким документима се за 1739. годину наводи да је гувернадур био Вукадин Вукотић, чији потпис се налази и на писму царици Катарини у којем се потписује као губернатор све Црне Гори.

### Војвода Драго В. Вукотић
Војвода Драго В. Вукотић, син војводе Вукадина Вукотића имао је сина Мића.

### Војвода Мићо Д. Вукотић члан Правитељства (од 1798)
Војвода Мићо Д. Вукотић, син војводе Драга В. Вукотића, био је члан Правитељства суда црногорског и брдског (1798). Војводу Мића је посебно уважавао Свети Петар Цетињски и слао да мири разна братства у Црној Гори.
Имао је сина Грујицу и сина Илију.

#### Илија М. Вукотић
Илија М. Вукотић је био млађи син војводе Мића Вукотића. Због наводне љубавне афере тражило се да вади мазију, што је спречио Ђуро Шалетин Вукотић.

#### Војвода Грујица М. Вукотић
Војвода Грујица М. Вукотић, син војвода Мића Д. Вукотића.

##### Војвода Раде Г. Вукотић (-1877)
Војвода Раде Г. Вукотић, син војводе Грујице М. Вукотића, погинуо је у борби „за Острогом“ (1877), у борбама против Сулејман-пашине војске.

## Трећа грана Вукотића са огранком Перковића који су наследили сердарство и војводство

### Петар Вукотић
Петар Вукотић, син сердар Вукоте је имао синове Шалету, Матана и Шћепана (прозван Шћепан Шарац).

### Матан П. Вукотић
Од Матана сина Петра Вукотића су Матановићи (они су били већином мирни, управо благородни људи, а већина и храбри).

#### Живко Матановић
Живко Матановић, отац Мића Матановића.

#### Мићо Ж. Матановићи
Од Матановића посебно се у храбрости истакао Мићко Живков у ратовима (1862, 75, 76, 77, 78), ради чега у старим годинама за заслуге добио официрски чин.

### Шћепан П. Вукотић – Шарац
Од Шћепана Шарца су Шарчевићи („храбрих, но и доста мучних, отровних људи“). Најбољи Пејо и Митар стотинаши (1862).

#### Пејо Шарчевић, стотинаш
Јанко Вукотић посебно истиче стотинаша Пеју Шарчевића.

#### Митар Шарчевић, стотинаш
Јанко Вукотић посебно истиче стотинаша Митра Шарчевића.

### Шалета П. Вукотић
Шалета (Петров) Вукотић и Стана имали Перка и Ђура (који није имао мушких потомака).
Нису носили титуле („нису притјаживали титуле“).

### Вукотићи-Перковићи

#### Ђуро Ш. Вукотић – Шалетић
Ђуро Ш. Вукотић имао је кћерку Синђу (Синђелија) удату за Пророковића на Његушима. („најгосподскије поживио на своју руку“). Осветио брата Перка Вукотића, посекао два нападача, Никшићана.

#### Перко Ш. Вукотић
Погинуо од никшићке (муслиманске) заседе. Умро у кући војводе Вуксана Милића у том тренутку на Трешњеву, где је ишао по налогу владике Петра да мири Цуце и Бјелице, око новоподељене земље. Имао је 33 године када је убијен.
Перко (Шалетов) Вукотић и Ризна (Рожна) Никчевић из Пјешиваца имали су Стевана, Машана и Андра. Андро је млад погинуо.

#### Сенатор Стеван П. Вукотић - Перковић (-1867), старешина катунскогкулука(суда)
Стеван Вукотић син Перков. О њему посебно пазио војвода Мићо Вукотић. Био је „занешени фанатик Црногорац, Србин, Славјанин велики“.
Живео је за време владике Петра Првог, Петра Другог, књаза Данила, књаза Николе. Нераздвојни друг је Стеван био са Станком Стијеповим Петровићем Његошем, оцем књаза Данила и војводе Мирка (оца краља Николе).
Стеван П. Вукотић је имао сина Петра С. Вукотића који добио војводство и сина Мила (умро 1905, скоро 90 година).

##### Мило С. Вукотић (1815-1905) повремени изборни судија
Мило С Вукотић био слабијег здравља, али учествовао у свим ратовима. Редовно га бирали у домаћим изборним судовима. Умро у 90. години.

##### Окружни војвода Петар С. Вукотић (1821-1904), потпредседник Сената
Млађи син Стеванов, Петар. Кад је брат хајдук Вељка (Милутин) угледано Петра у Београду рекао „Та ево Вељко!“ и молио је војводу Петра да се слика у србијанском одијелу и под фесом, па је ту слику умножио и растурио као даје прави хајдук Вељко..
Петар се школовао на Цетињу код разних учитеља (за време Петра Другог), а највише код Димитрија Милаковића, владикиног секретара.
Петар и Станко (отац сердар Јанка Вукотића) једини дочекали кнеза Данила кад стигао у Котор да преузме власт. Уопште био уз Данила. Књаз Данило отпустио стари сенат и узео нови од млађих људи.
Војвода Петар Вукотић је био ожењен Јелом Војводић их Бјелопавлића, а потом Јаницом Ковачевић из Грахова. Имали су 4 сина и 3 кћерке.
Марко и Милена (деца Јеле Војводић их Бјелопавлића). Милена (1844) удала се књаза Николу (1860). Верио је за наследника још књаз Данило.
Чувено погребно слово говорио је војводи Петру, књаз Никола: " Тасте мој, Петре Вукотићу, с Чева равна, српска војводо“

###### Сенатор Марко П. Вукотић
Марко П. Вукотић, син војводе Петра С. Вукотића и Јеле Војводић из Бјелопавлића. Био је ожењен Маријом, кћерком војводе Анта Даковића. Имали су Марка и Јована.

###### = Мајор Никола М. Вукотић (1876 -Мачков камен, 1914) =
Мајор Никола М. Вукотић, (Чево код Цетиња, 18. XII 1876— Мачков камен, Подриње, 19/20. IХ 1914), погинуо у борбама на Мачковом камену, војни писац и преводилац. Војну академију је завршио у Сен Сиру у Француској, био официр на двору краља Николе. Уз сагласност краља Николе прешао у војску Краљевине Србије (1904). Учествовао у балканским ратовима, погинуо као командант батаљона у 9. пешадијском пуку Краља Николе, на Мачковом камену. Дан раније погинуо му је рођени брат Јован.

###### = Мајор Јован М. Вукотић (1877 -Гучево, 1914) =
Јован М. Вукотић (24. VII 1877 - Гучево, 18. IX 1914). погинуо на планини Гучеву 1914.

###### Бригадир војвода Стеван П. Вукотић (1861-1922)
Војвода Стеван П. Вукотић (11. XI 1861 — Цетиње, 10. VI 1922), син војводе Петра Вукотића, брат краљице Милене, био је ожењен Станом Вучинић, кћерком дивизијара Михаила Вучинића, и сестром дивизијара Милутина Вучинића. Војвода Стеван П. Вукотић је био један од главних организатора Подгоричке скупштине за уједињење Црне Горе са Србијом.

###### Бригадир Милутин П. Вукотић
Бригадир (пуковник) Милутин П. Вукотић, син војводе Петра Вукотића, брат краљице Милене, био је заједно са братом Стеваом Вукотићем поборник Подгоричке скупштине за уједињење Црне Горе са Србијом.

#### Андро П. Вукотић
Андро Перковић Вукотић, погинуо је у младим годинама.

#### Машан П. Вукотић (-1861)
Машан Вукотић, син Перка Вукотића и Ризне (Рожне) Никчевић из Пјешиваца. Одликовао у борби на Гацку и Граховцу (1858) где је први дошао до топова и ударио једног (остао траг на топу на Цетињу, до 1916, кад су топ однели Аустроугари). Умро (1861) од маларије коју добио код Скадра где је био у пратњи књаза Николе који је ишао на састанак са Омер пашом.
Машан Вукотић, син Перка Вукотића и Веруша Бошковић из Орје Луке из Бјелопавлића имали су синове Станка (сердар), Николу, Балету.

##### Никола М. Вукотић
Никола Машанов Вукотић син Машана Вукотића је имао три сина Илију, Мату и ...

###### Илија Н. Вукотић (-1876)
Илија погинуо у борби у Херцеговини у двадесетој години 1876.

###### Мато Н. Вукотић (-1913)
Мато Вукотић погинуо у 53. години при опсади Скадра у јуришу на Тарабош. 1913.

##### Командант батаљона Катунске гарде Јован М. Вукотић, капетан перјанички, озринићки капетан
Командир Јован Машанов Вукотић капетан Озринићки, капетан перјанички, командир командант батаљона Катунске гарде, млађи брат Шалета. Опевао га књаз Никола. Његова неприлична шала под Острогом довела до великих сукоба између кнеза Данила и Бошковића са Орје Луке (од чијег је рода била Јованова мајка Веруша), посебно са његовим зетом ожењеним сестром Јаном Петровић сенатором и војводом Ристом Бошковићем.
Имао је синове Јована и Јакова.

###### Бригадни барјактар Марко Ј. Вукотић (- 1915)
Марко Јованов (славно пао као бригадни барјактар у борбама око јаворских положаја, против Аустроугара, 1915).

###### О. Јаков Ј. Вукотић, свештеник
Свештеник Јаков Вукотић је рођен 1859. године у Чеву у Црној Гори, од оца Јована. Основну школу и Богословију је завршио на Цетињу. Рукоположен је за ђакона и свештеника августа 1893. у Црној Гори. Као избеглица долази у Србију 17.02.1897. и служи најпре као парох у Луки код Бора (1897-1901), а затим у Мајданпеку (1901-1916). Са женом Милосавом имао је кћер Милицу и синове Филипа, Саву и Јована. Извршио је темељну оправку старе цркве Св. Апостола Петра и Павла, а на национално мешовито локално становништво оставио дубок траг, неки су из римокатоличке вере прешли у православну. За ревносну службу одликован је 1907. правом ношења црвеног појаса. За време окупације Бугари су га још у Мајданпеку испребијали и стављали на разне муке, а онда одвели у Бугарску. Прича се да су Бугари од њега тражили да спомиње бугарског цара приликом богослужења и изношења Часних дарова на Великом входу Св. Литургије, док је он то категорички одбио речима: „Убите ме, ја га споменути нећу!“. Бугарски окупатори су га интернирали у Шумен, у источној Бугарској. После пребијања и мучења од Бугара умире 4. маја 1918.

##### Шалета М. Вукотић
Шалета М. Вукотић погинуо у нападу на Боку которску.
Шалета М. Вукотић (најстарији) је оженио синовицу Петра Другог Петровића Његоша, кћерку Пера Томова Петровића Његоша, председника Сената (хтео свог сестрића и сестрића војводе Петра Вукотића (?) да постави за владику после Његоша, Стевана Цуцу). Кћерка Балете М. Вукотића и Марије (Маке) Петровић-Његош, Милица Вукотић се удала (1864) за сердара Рада Турова Пламенца.

###### Раде Туров Пламенац (1842—1919), сердар
Сердар Раде Туров Пламенац, дипломата и политичар, који је између осталог био и судија Великог суда на Цетињу и председник Главне државне контроле, био је ожењен Милицом, кћерком Шалете Машановог Вукотића и Марије Петровић-Његош, кћерке Пера Томова Петровић-Његоша (брат владике Петра II, регент Црне Горе) и рођаке краља Николе. Њихови синови Стеван и Ђорђе, умрли су млади без потомства. Кћерка Јулија била је удата за Др. Јована Кујачића, а кћерка Јована за угледног правника Лабуда Гојнића (министар унутрашњих дела, председник Великог суда на Цетињу, председник Скупштине Краљевине Црне Горе)

###### др Јован Кујачић
Јулијом Пламенац кћерком сердара Радета Туровог Пламенца и Милице, кћерке Шалете Машановог Вукотића и Марије Петровић-Његош ожењен је био др Јован Кујачић, лекар, пореклом из свештеничке породице Кујачића (према предању 7 свештеничких генерација). Јован Кујачић се школовао прво у Сремским Карловцима. Њихов син је сликар Мирко Кујачић, а унук сликар Дадо Ђурић. Њихова кћерка Олга била је удата за Перишу Стевановог Вукотића, братанца краљице Милене.

###### Мирко Ј. Кујачић (1901-1987), сликар
Мирко Кујачић син је др Јована Кујачића, лекара и унук сердара Рада Пламенца, праунук Шалета Машановог Вукотића и Марије Петровић-Његош. Школовао се у Сремским Карловцима, матурирао је у Другој београдској гимназији, студирао у Паризу.

###### Лабуд Гојнић (1865-1916), министар
Јованом Пламенац кћерком сердара Радета Туровог Пламенца и Милице, кћерке Шалете Машановог Вукотића и Марије Петровић-Његош ожењен је Лабуд Гојнић (политичар, министар унутрашњих дела, председник Великог суда на Цетињу, председник Скупштине Краљевине Црне Горе, члан Латинске академије наука, уметности и белетристике у Паризу). Њихов син Бранко Гојнић био је ожењен Јеленом (Маком), кћерком војводе Стевана Петровог Вукотића, брата краљице Милене.

##### Сердар Станко М. Вукотић (1809–1907), члан Сената и књажевски намесник
Сердар Станко М. Вукотић (1809–1907), члан Сената и књажевски намесник у одсуству књаза (са вој. Петром Вујовићем) 1878, док књаз био у рату.
Сердар Станко Вукотић (1809–1907), сердар (1861), капетан Озринића у Катунској нахији (1866), окружни начелник округа бјелопавлићког (1871), члан Сената (1874), највишег законодавног, управног и судског тела у Црног Гори (у то време). Сенат је постао Велики суд и Министарство (1878), тада је постављен у Великом суду. Пензионисан (1884), умро (1907) на Чеву у 98. години живота.
Кнез Никола је Станку Вукотићу подарио сердарску титулу када се сердар Рамо Манојлов Вукотић преселио у Србију (1861).
Сердар Станко Вукотић и Марица (умрла Чево, 1884) (село Малошин До, Бјелице) од оца Рада Шћепанова Андрића-Мрваљевића и мајке Крстиње рођене у Бјелицама, село Томићи, су имали три сина и четири кћерке.
Најстарији син је био Мојсије (зван Мојаш), Божо, (сердар) Јанко, сестре Румица, Марија (звана Мира).

###### Капетан чевско-бјелички Мојсије - Мојаш С. Вукотић
Мојаш Вукотић син сердара Станка Вукотића био је капетан Озринића и Чевско бјеличке капетаније (скоро 30 година). Пензионисан по молби. Као добровољац се јавио 1912. године у свој батаљон и у чувеном јуришу у освајању Великог Бардањолта је погинуо. Са супругом Маром имао је сина Радована (Рако) у војној школи у Русији.

###### Потпуковник Радован М. Вукотић
Радован - Рако М. Вукотић учио војну школу у Русији у Тбилисију. После 1916. године у Мађарској у заробљеништву. После рата официр војске Краљевине Срба, Хрвата и Словенаца и Југославије. 1941. командант 55. пешадијског пука. Заробљен код Горњег Милановца и рат проводи у логору у Оснабрику. Радован М. Вукотић се оженио Даринком Вучинић, кћерком дивизијара Милутина Вучинића (који је остао уз краља Николу у изгнанству, председник избегличке владе), а унуком војводе Илије Пламенца, министра. Њихов син је Душан Вукотић, режисер, као и кћерке Оливера и Марија.

###### Душан Р. Вукотић
Душан Вукотић, режисер, син потпуковника војске Краљевине Југославије Радована М. Вукотића.

###### Капетан чевско-бјелички Божо С. Вукотић
После Мојаша капетан постао Божо Вукотић. Послао у Балкански рат три, а у Први светски рат четири сина, Ђуро, Лазар.

###### Поручник Ђуро Б. Вукотић
Поручник митраљеског одељења Ђуро Б. Вукотић, син Божа Вукотића, братанац сердар Јанка Вукотића.
Ђуро тешко рањен два пута као поручник над митраљеским одељењем при Скадра.

###### Лазар Б. Вукотић (-1916)
Лазар погинуо на Поточине при уласку аустријске војске.

###### Армијски генерал сердар Јанко Вукотић (Чево, 18. 2. 1866 – Београд, 4. 2. 1927)
Јанко Вукотић, син сердара Станка Вукотића је завршио основну школу на Чеву (1872).
Завршио Пешадијску подофицирску школу и Војну школу у Модени (Италији) (1881 – 1886). У црногорској војсци био на свим трупним и командним положајима.

###### Пуковник Вукашин Ј. Вукотић
Пуковник Вукашин Ј. Вукотић се оженио Јелицом Димитријевић, кћерком генерала Миливоја Димитријевића (1878—1947), сина др Ђорђа Димитријевића, министра (браћа генерали др Милан Димитријевић и пуковник Велимир Димитријевић, ађутант краља, управник двора до 1928); и мајке Радмиле, кћерке Мите С. Стојановића адвоката из Ниша. Породица је становала у кући министра Ђорђа Димитријевића, на углу улица краља Милана и Милоша Великог, палата Бата.
Вукашин Вукотић је 1941. године отишао у Грчку. После рата оженио се Францускињом Жермен са којом је добио сина Јанка.

###### Јанко В. Вукотић
Јанко Вукашинов Вукотић (1955) је живео у Француској и у САД. Доселио се у Југославију седамдесетих, завршио Правни факултет у Београду. Живи у Подгорици. У његовој кући је посланство Србије.

###### др Нико Б. Мартиновић
Кћерка сердар Јанка Вукотића била је удата за Ника Мартиновића, брата дивизијара Митра Мартиновића од Мартиновића из Бајица. Нису имали потомства После његове смрти била је удата за пешадијског бригадног генерала Блажу С. Врбицу. Били су у далеком сродству јер је Нику Мартиновићу је баба по оцу, а Василији прабаба, баба сердар Јанка Вукотића, била од Бошковића са Орје Луке. Ћерка Митра Мартиновића Олга, била је удата за Ђорђа Дунђерског, велепоседника.

###### Пеш. бриг. генерал Блажо С. Врбица (1880—1959)
Кћерка сердар Јанка Вукотића, Василија - Вања се, као удовица, удала за генерала Блажу Врбицу. Василија (1897—1977) је учествовала у Мојковачкој бици.

###### Вучинић
Румица, кћерка сердар Станка Вукотића и сестра сердара Јанка Вукотића, била је удата за Јована Вучинића, сина дивизијара Михаила (Мијајла) Вучинића (из Пипера), брата дивизијара Милутина Вучинића, чија сестра Стана је била удата за војводу Стевана Вукотића, брата краљице Милене.

## Сродство
Вукотићи-Перковићи, породица сердар Јанка Вукотића, су у сродству са краљевским домом Петровић-Његоши (пошто је краљица Милена Петровић Његош рођена Вукотић), краљевским домом Карађорђевић пошто је унук краљице Милене, краљ Александар Карађорђевић, сердарима Бошковићима са Орје Луке, сердарима Мартиновићима из Бајица, сердарима Врбицама, црмничким сердарима Пламенцима, породицом Димитријевић (министар др Ђорђе, генерали Милан и Миливоје) и др.

## Галерија
- Сердар Јанко
- 28. Краљица Милена - август 1910.
- Краљевина Црна Гора, Службени лист Стева Вукотића - под народност стоји - Српска